# 1931년 전국동계체육대회 스피드스케이팅 일반부 남자 5000m
1931년 전국동계체육대회 스피드스케이팅 일반부 남자 5000m는 일제강점기 조선 경성부에서 개최된 1931년 전국동계체육대회 스피드스케이팅의 세부 종목이다.

## 경기 결과
| 순위 | 선수   | 소속 | 조 | 기록    | 비고 |
| ---- | ------ | ---- | -- | ------- | ---- |
| 1    | 함명순 | 연광 | A  | 10:35.5 |      |
| 2    | 김수각 | 연광 | B  | 11:03.4 |      |
| 2    | 김영길 | 강계 | C  | 11:03.4 |      |
| 4    | 이영호 | 경성 | B  | 11:13.0 |      |
| 5    | 김용식 | 백구 | A  | 11:16.5 |      |
| 6    | 주대덕 | 연광 | A  | 11:40.0 |      |
| 7    | 이혜택 | 백구 | C  | 11:40.5 |      |
| 8    | 정진원 | 백구 | B  | 11:45.0 |      |
| 9    | 엄점득 | 백구 | C  | 11:52.0 |      |

## 참고 문헌
- 대한체육회 (1990). 《대한체육회 70년사》.
- 대한체육회 (2011). 《대한체육회 90년사》.
- “제12회 전국동계체육대회 스피드스케이팅 일반부 남자 5000m 결승 경기 결과”. 대한체육회.[깨진 링크(과거 내용 찾기)]
- “第四回全朝鮮(제사회전조선) 氷上競技經過(빙상경기경과)”. 동아일보. 1931년 1월 27일.